# Geologische dienst
Een geologische dienst is een instituut dat systematisch de ondergrond en geologie van een bepaald gebied of land bestudeert met als doel een nauwkeurige geologische kaart of aardkundige modellen te maken van dat gebied. Geologische diensten kunnen uiteenlopende methoden gebruiken, van veldonderzoek en het bestuderen van ontsluitingen en landschap tot boringen (uiteenlopend van handmatige boringen met een grondboor tot diepe machinale boorkernen) en tot geofysische technieken en remote sensing-methoden als luchtfoto- en satellietfoto-interpretatie.
Een geologische dienst kan een nationaal of federaal instituut binnen een bepaald land zijn dat de geologische kennis over een land in stand houdt en uitbreidt.
Voorbeelden van geologische diensten zijn:
- de Geologische Dienst Nederland (onderdeel van TNO) voor Nederland, voorheen Rijks Geologische Dienst en TNO-NITG, waarbij het Geologisch Bureau onderdeel was van de Geologische Dienst;
- de British Geological Survey voor het Verenigd Koninkrijk;
- het Bundesanstalt für Geowissenschaften und Rohstoffe voor Duitsland;
- de United States Geological Survey voor de Verenigde Staten.